# Gilgamesh el inmortal
Gilgamesh el Inmortal es una serie argentina de historieta creada por el dibujante y guionista Lucho Olivera y basada en la antigua leyenda sumeria del rey Gilgamesh, un hombre que busca ser inmortal como los dioses. La historieta pertenece al género de ciencia ficción, y fue publicada a partir de junio de 1969 por la Editorial Columba.

## Trayectoria editorial
Originalmente fue una historia única, pero debido a la petición de sus lectores se continuó escribiendo. 
Después de realizar durante un tiempo los guiones, Olivera dejó la tarea de escribirlos en manos de Sergio Mulko, que, con el seudónimo de Leo Gioser, ahondó con sus historias en la psicología del personaje, rozando la metafísica y el esoterismo. Esta primera parte se escribió entre 1969 y 1975, y consta de 33 capítulos, la mayoría en blanco y negro.
En 1980 la serie fue reescrita por el guionista Robin Wood (capítulos 1 al 66), luego por Ricardo Ferrari (capítulos 67 al 138), y finalmente por Alfredo Julio Grassi (5 capítulos más), siempre con los dibujos de Olivera, ahora en color.

## Argumento
Gilgamesh el Inmortal cuenta la historia de un joven príncipe nacido 3000 años a. C. en la antigua ciudad de Uruk (Mesopotamia), que se cuestiona por qué debe morir. Gilgamesh pierde a su padre en una guerra con un pueblo rival y es cuando decide que no morirá nunca. Una vez que es coronado rey de Uruk, entrena su mente y su cuerpo, se vuelve sabio, justo y convierte a Uruk en la ciudad más próspera de todo el mundo conocido. Todo parece ir bien excepto porque el rey comienza a adquirir extraños hábitos nocturnos, y mientras durante el día pasa la mayor parte del tiempo encerrado en su torre experimentando con la alquimia, durante la noche se para en la cima del templo a contemplar las estrellas.
Una de tantas noches, cansado del engaño de los que se dicen sabios y de experimentar y buscar una cura para la muerte, Gilgamesh sube a la cima del zigurat y pregunta a los dioses por qué debe morir. En ese momento ve una estrella fugaz pasar sobre su cabeza y estrellarse en la lejanía del desierto. El rey sube a un caballo y se dirige al lugar del impacto. Sorprendentemente, encuentra una nave espacial y se introduce en ella. Allí encuentra a un ser de otro planeta, más precisamente de Marte, llamado Utnapishtim, quien le revela que proviene de un mundo donde los seres no mueren gracias a que su tecnología ha llegado a un nivel superior. Gilgamesh le pide el secreto de la inmortalidad a cambio de curarle las heridas. El extranjero acepta. Una vez curadas las heridas, Utnapishtim le pide que atraviese un portal de luz y le anuncia que ya es inmortal. Antes de marcharse, la criatura le advierte que un día llegará a odiar la inmortalidad y que ese día deberá buscarlo en las estrellas para que él le regale la muerte. Gilgamesh le pregunta "¿cómo te encontraré?", a lo que la criatura le responde "tendrás millones de años para desarrollar el método para encontrarme".
Gilgamesh abandona el cráter desde donde la nave despegó y duda de lo que le ha dicho Utnapishtim. Sólo se percata de ello cuando un conjurado le atraviesa el pecho con una flecha y ve que no le ha matado. Gilgamesh exclama a los cielos "¡Soy inmortal!", y comienza así una odisea sin fin, en la que vivirá innumerables aventuras en distintos lugares y tiempos. Conocerá a personajes como Nippur de Lagash, Drácula, Adolf Hitler y Sigmund Freud. Sin embargo, a partir de este momento la vida de Gilgamesh estará también marcada por la soledad y el desconcierto. Durante su devenir, el héroe reflexiona sobre lo absurdo de la existencia humana, repleta de guerra y muerte, y al mismo tiempo debe lidiar con el rechazo que recibe de parte de los mortales, a los que aterra por su naturaleza.

## Apariciones en otras series
- Serie Nippur de Lagash: El inmortal ha aparecido como guest-star en el episodio n.34 Yo vi a Gilgamesh buscando su muerte. En el episodio n.289 Junto al fuego, Hiras, hijo de Nippur, en el templo lee la Epopeya de Gilgamesh.
  - La ciudad de Oona: Robin Wood crea un particular enlace entre las dos series. En el episodio n. 37-3 La muralla de la vida, de su serie, Gilgamesh visita una legendaria ciudad subterránea. En la serie del errante, la misma será retomada como el reino de Oona, hija de Nippur. En el episodio n.358 Las catacumbas, cuando encuentra por primera vez la ciudad, Nippur cuenta a su hijo Hiras la aventura de Gilgamesh. La misma aparecerá también en la serie, inédita en Argentina, Hiras, hijo de Nippur.

- Serie Gwendolyn: En el episodio N.28 El hombre de piedra, la protagonista conoce y besa a Gilgamesh.

- Serie Martin Hel: En Italia, publicado por la Eura Editoriale, en la serie monográfica dedicada a Martin Hel, en el tomo I año XI La leyenda del inmortal, aparece Gilgamesh (inédito en Argentina).

- Serie Cazador: En la miniserie Hércules, Nippur & Cazador contra las Gorgonas (n.35/37 de 1996, Editorial La Urraca), en el final hace un cameo Gilgamesh.

- Serie El Eternauta: en el tomo "El perro llamador y otras historias", en una breve aventura luchan codo a codo Gilgamesh y Juan Salvo.

## Compilatorios
- Editorial Columba: La editorial argentina que lo viera nacer, Editorial Columba, sacó a la calle a fines de la década del noventa dos álbumes compilatorios dentro su colección Clásicos de Columba. Los mismos, sin embargo, contenían en total alrededor de la primera veintena de episodios escritos por Robin Wood y dibujados por Lucho Olivera, omitiendo así las etapas anteriores, la guionada por el propio Lucho Olivera y la guionada por Sergio Mulko.

Posteriormente, hacia el año 2000, se procedió a republicar en formato cómic-book, en blanco y negro, en revistas que contenían entre dos episodios cada una, los primeros catorce episodios de la serie; los primeros diez con guiones y dibujos de Lucho Olivera y los siguientes cuatro con guiones de Sergio Mulko y, como siempre, con dibujos de Lucho Olivera. Contaban estas revistas, además, con notas de interés del periodista Diego Accorsi y un extenso e interesante reportaje realizado a Lucho Olivera en aquellos años.
- Doedytores: Iniciando su Biblioteca MP de Novela Gráfica, el editor Javier Doeyo compiló en 2008 un tomo compilatorio que contiene los episodios quince al veinticuatro de Gilgamesh el inmortal; los mismos conforman un arco argumental que narra el fin de la humanidad hacia el año 10000 DC, su resurgimiento bajo la tutela del antiguo rey de Uruk, y el viaje de Gilgamesh el inmortal al espacio con el fin de evitar la destrucción de la recién vuelta a inaugurar raza humana, amenazada por una invasión extraterrestre. El álbum de 128 páginas fue titulado Gilgamesh el inmortal: Hora Cero, continúa la reedición de la primera etapa iniciada en 2000 por los cómic books de Editorial Columba, los guiones son obra de Sergio Mulko y los dibujos de Lucho Olivera.

En abril de 2012 se publicó el segundo libro que contiene en sus páginas los últimos episodios de la primera etapa de Gilgamesh el inmortal, la inmediatamente anterior al recordado período "Wood/Olivera". Al igual que el primer libro, cuenta con un prólogo de Ariel Avilez.
- 001 Ediciones: En España, en 2011, la editorial 001 Ediciones compiló en un tomo de 192 páginas los primeros dieciséis episodios de la etapa Robin Wood/Lucho Olivera, pero en blanco y negro, siendo que, originalmente, este período se publicó en colores. El álbum cuenta con un prólogo del periodista especializado Norman Fernández.

## Cruces con la serieNippur de Lagash
Como hemos visto, Gilgamesh y Nippur son grandes amigos y el errante ha aparecido o ha sido citado en varios episodios del inmortal.
- N.1 Yo, Gilgamesh el inmortal: cameo de Nippur y primer cruce de la Editorial Columba.
- N.7 Lucha por tu vida, hombre: Gilgamesh coloniza un planeta y lo bautiza Nippur de Lagash, en honor del amigo muerto siglos atrás.
- N.17 Génesis y N.20 Delirio: Gilgamesh recuerda a Nippur
- N.37-5 La resurrección de Uruk: unido con Nippur.
- N.119 El niño: debido a un fenómeno espacio-temporal, Gilgamesh retrocede en el tiempo y encuentra un Nippur adolescente.
- N.37-20 Atlantis: Gilgamesh conoce también a Or-grund, otro personaje de Robin Wood. El inmortal, al llegar al triángulo de las Bermudas, entra en otra dimensión y llega hasta la Atlántida, donde un anciano le muestra la estatua de Or-Grund y le cuenta su leyenda.